# Ansitz Pilgramsheim
Der Ansitz Pilgramsheim, auch Pilgramsheim, später Schloss Pilgersheim war ein Ansitz im heutigen München in Bayern. Die am niedergelegten Anwesen vorbeiführende Straße wurde später Pilgersheimer Straße benannt.

## Lage
Der Adelssitz und die spätere Fabrik lagen südlich der Stadt München im heutigen 18. Stadtbezirk Untergiesing-Harlaching auf einer Hochterrasse zwischen Isar im Westen und Auer Mühlbach im Osten, zwischen der heutigen Eisenbahntrasse im Norden und der B2R im Süden, entlang der heutigen Pilgersheimer Straße.

## Beschreibung
Das dreiflüglige, wohl dreistöckige Herrenhaus bestand aus einem kleineren Mittelteil mit einem runden, globusähnlichen Aufbau für eine Camera obscura und zwei gleichen, scheinbar größeren modernen Flügeln. Das Gebäude hatte zumindest im Mittelteil zinnenähnliche Anbauten. Jeder Seitenflügel besaß einen Balkon auf einem kleinen Anbau. Zugang zum Gebäude war über eine hölzerne Freitreppe in den großen Saal, der ebenfalls einem eisernen, teils vergoldeten Balkon aufwies. Vom großen Saal führte ein breiter Kolonnadengang in den großen Garten.
An der Gartenallee lagen beidseitig Ziergärten mit Obstbäumen. Sie endete an einem kleinen künstlichen Wasserfall oder einer Fontäne. Zum Garten gehörten auch Wiesen mit Pfirsisch- und Aprikosenbäumen sowie Weinreben, zwei Glorietten, ein englisches Bad, ein Treib- und Glashaus und das Brunnenhaus nebst fünf Springbrunnen. Der gesamte Garten war mit Figuren verziert. Zum Anwesen gehörte außerdem ein Wirtschaftshof „nach holländischer Art“ mit Wohnungen, Marstall, Küche und Waschhaus, sowie eine Remise. Die Erträge sollen sich auf 1200 fl. belaufen haben.

## Geschichte

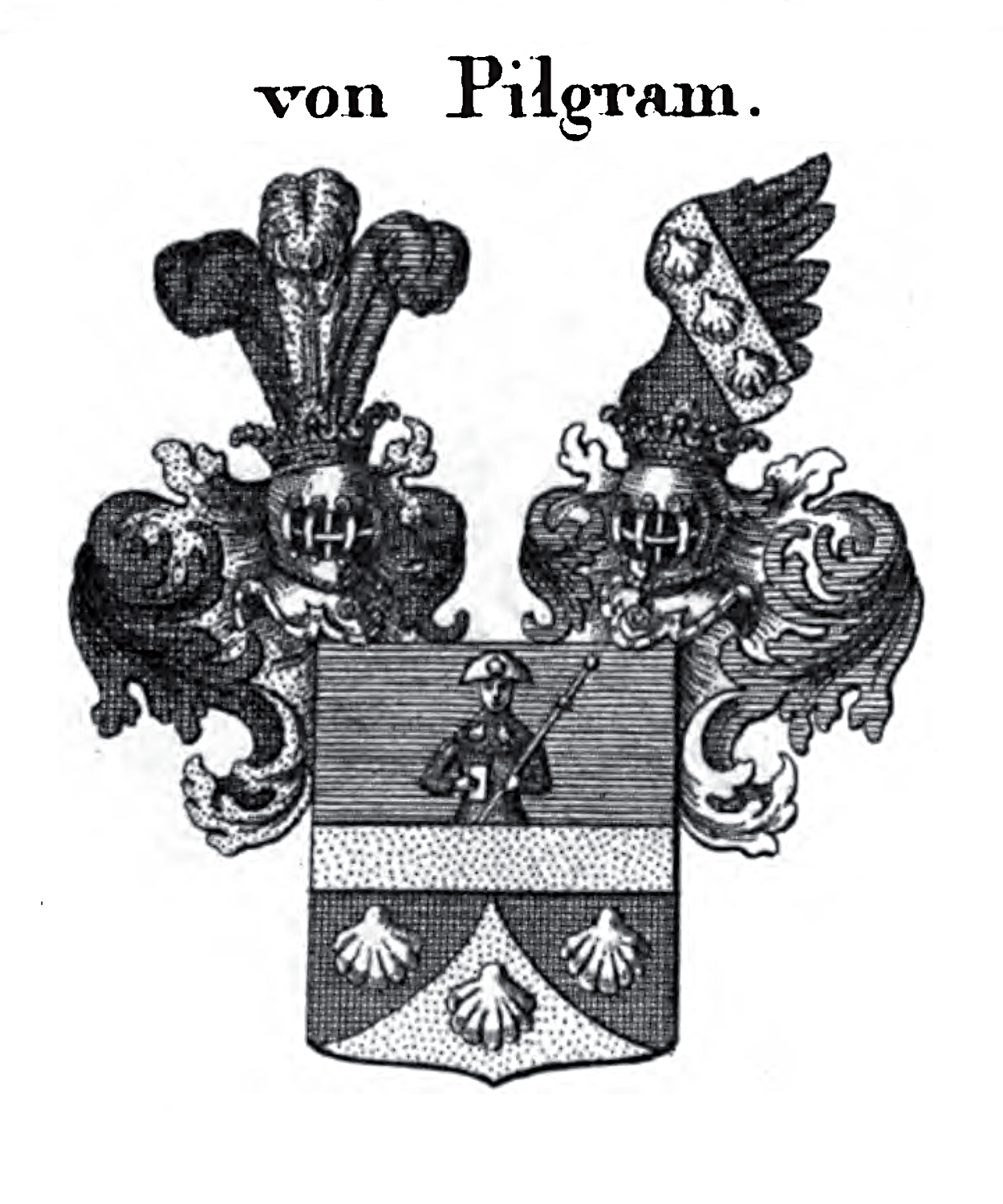
Das bayerische Pilgram-Wappen nach Conrad Tyrhoff (1820)

Der kurpfalzbayerische Hofbankier und Kommerzienrat Franz Anton von Pilgram, kaufte um 1749 von Josepha von Kern, geborene von Pitzl auf Eberstall und Witwe des Oberleutnants Anton Josef von Kern, Grundstücke ihrer Herrschaft Falkenau nahe dem Kühbächl. Nach dem Tod ihres Mannes hatte sie den überschuldeten Besitz der Falkenau geerbt und verkaufte Teile gegen den Widerstand ihrer Gläubiger.
Franz Anton war am 30. Januar 1778 durch den Pfalz-Sulzbacher, vom einen Monat zuvor proklamierten Kurfürsten von Kurpfalz-Bayern Karl Theodor, in den Reichsadelstand und am 16. April 1790 in den Freiherrnstand erhoben worden. Er besaß ein Stadthaus, das Pilgram'sche Haus, Rosenstraße 11, in München. Schon in Streubesitz „am Weg nach Harlaching“ erwarb dieser um das Jahr 1760 ein weiteres, damals weit außerhalb der Stadtgrenze gelegenes Grundstück, auf dem er sich ein Schlösschen mit einer ausgedehnten Gartenanlage errichten ließ. Er beantragte, da er ein „nächst Obergiesing nahe der Isar liegendes, dem Revier Ehre machendes und denen Baulauten zu Gutem gediehenes Gebäude und Garten in einem Umfang von 5–6 Tagewerk“ besaß und „welchen Besitz er seinen Erben als ehrendes Andenken hinterlassen möchte“, den noch geplant zu erweiternden Besitz zum „Adelssitz Pilgramsheim“ zu erheben. Der bayerische Kurfürst Karl Theodor gab per Dekret vom 5. November 1784 dem Antrag statt und ernannte es unter dem Namen Pilgramsheim zum „Adelssitz mit allen Rechten“. Da diese Besitzerhöhung aber wohl nicht die zuständigen Stellen durchlief, erhob die Baronin von Kern Einspruch, da sie die Rechte ihres Restbesitzes Falkenau schmälerte. Auf Anweisung des Kurfürsten sollte sich Pilgram mit der Baronin einigen. Erst zwei Jahre später, nach Verkauf des Falkenau-Besitzes an Maria Josepha von Toerring-Seefeld, die ehemalige Mätresse des Kurfürsten, kam im August 1786 eine Einigung zustande.

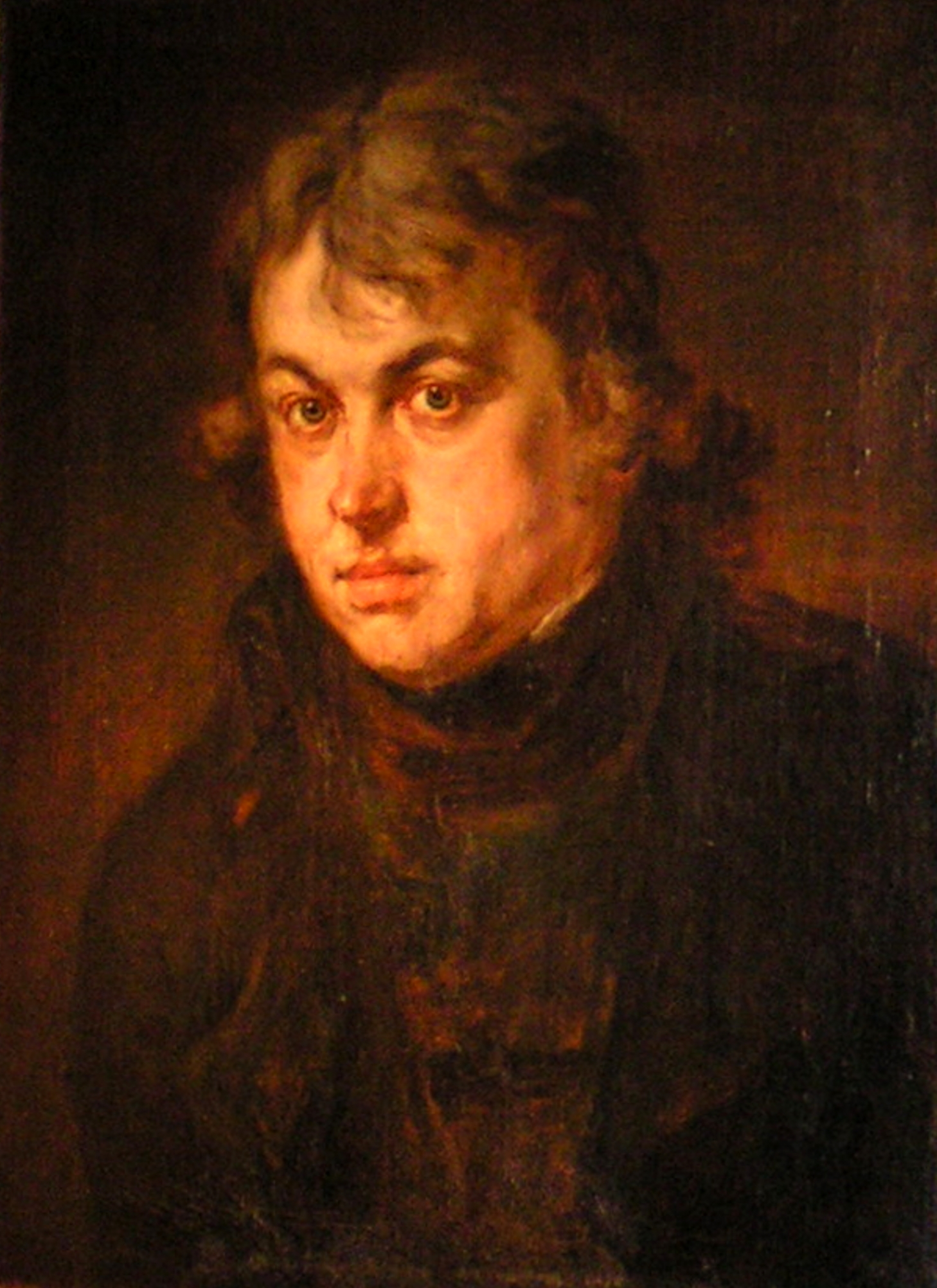
Joseph Hazzi, der die Anerkennung als Adelssitz rückgängig machen ließ

Der Bankier musste als Ausgleich ein jährliches Aversum bezahlen. Daneben verlangte die Gräfin vom Kurfürsten, dass der Falkenau-Besitz als Hofmark aufgewertet werden sollte. Im Januar 1796 verkaufte Franz Anton von Pilgram seinen „Edelsitz Pilgramsheim“ dem Reichsfreiherrn Joseph Ferdinand Leopold von Andrian-Werburg.
Der Ansitz wurde nun zum Spielball des Geldschöpfens. Im März 1798 ließ der Reichsfreiherr den Besitz in der 14. Frankfurter Stadtlotterie als großen Gewinn für 40.000 fl. ausspielen, wie er laut Kurfürstlich gnädigst privilegirtes Münchner Wochen= oder Anzeigsblat mehrfach ankündigte. Der Einsatz war pro Los 2 fl. 30 kr. Gewinner der Lotterie war wohl der kurtrierische Kammerherr Franz von Horben.
Zu Beginn des Jahres 1802 wurde der Besitz an den Staatsrat Joseph von Hazzi weiterveräußert. Mit der Rechtsauslegung, dass der zwischenzeitlich verstorbene Kurfürst Carl Theodor nicht das Recht gehabt hätte, das Ansitz-Prädikat zu verleihen und als Landesherr seine Befugnisse überschritten habe, verzichtete von Hazzi auf die weitere Anerkennung von Pilgramsheim als Adelssitz. Bis 1804 dauerten Untersuchungen dafür an und endeten mit dem Beschluss, die Rechte als Ansitz einzuziehen und den Besitz wieder der Hofmark Falkenau zu unterstellen. Im März 1807 erwarb der Geheime Justizreferendar von Effner den ehemaligen Ansitz.

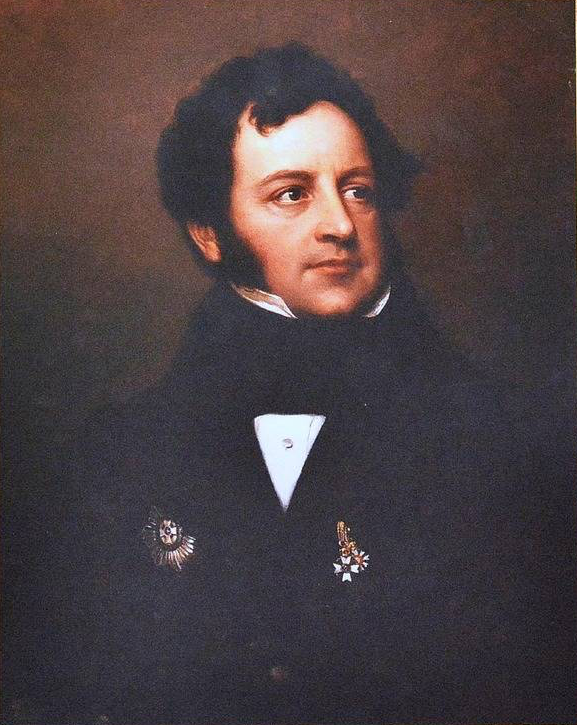
Simon von Eichthal, Besitzer des Anwesens von 1837 bis 1854

Anfang 1808 kaufte der aus einer Mannheimer jüdischen Kaufmannsfamilie stammende Ignaz Mayer das Anwesen und baute dort eine Lederfabrik auf, die „Mayer'sche Militär-Lederfabrik“ (auch Giesinger Lederfabrik genannt).
16 Jahre später kam die Lederfabrik in den Besitz der Familie von Eichthal. Diese baute sie weiter zu einer der modernsten ihrer Art in Deutschland aus. 1836 verfügte der Betrieb über die erste Lederspaltmaschine auf dem europäischen Festland. Im gleichen Jahr wurde in dem ursprünglich als „Sohlen- und Lederfabrik“ gegründeten Unternehmen mit der Herstellung von „lackiertem Leder“ begonnen, einer absoluten Neuheit. Ein Jahr später war die Fabrik im Besitz des Hofbankiers und Freiherrn Simon von Eichthal, der sie schrittweise erweitern ließ. Ab 1854 wurde in der „Untergiesinger Fabrik“ auch feines lackiertes Leder für die Innenausstattung von Kutschen, später für Autos oder Schuhe produziert.
Die Fabrik und das ehemalige Anwesen wurden im Jahr 1930 abgebrochen. Bis 1932 entstand auf dem Gelände eine Wohnsiedlung der Münchner Siedlungsbau GmbH.